# Château du Peyruzel
Le château du Peyruzel (en occitan, lo Castèl del Prusèl) est situé sur la commune de Daglan, dans le département de la Dordogne.

## Historique
En 1281, la seigneurie de Peyruzel appartient à la famille de Domme. Cette famille est une des plus vieilles familles du Périgord. Les travaux de l'abbé de Fouilhac citent un Bernard de Dome, en 1109, cousin de la famille des seigneurs de Gourdon. Gilbert de Domme, seigneur du château de Domme-Vieille, à l'extrémité ouest du plateau où a été construite la bastide de Domme, et de Vitrac, est capitaine du chastel royal du mont de Domme, avant de devenir sénéchal de Périgord pour le roi de France en 1358. Une dispute avec les consuls de Sarlat va l'amener à participer à un complot contre la ville ce qui lui a valu d'être révoqué de sa charge de sénéchal le 7 juillet 1360. Le vol de biens appartenant aux consuls de Cahors lui a valu d'être excommunié. Cependant ayant repris le combat contre les Anglais à la demande du régent de France, Charles d'Anjou, futur Charles V, il est de nouveau nommé sénéchal de Périgord en 1369. Il a participé à de multiples actes de bravoures et de  brigandages. Il n'est plus sénéchal de Périgord quand Du Guesclin est venu à Sarlat, ni en 1383 quand le château de Domme-Vieille est assiégé par les Anglais, sans qu'on en connaisse les raisons. Il finit excommunié, ruiné, il a dû vendre ses biens, dont le château de Domme-Vieille, avant de mourir dans la misère. Mort excommunié après 1388, l'église lui a refusé l'enterrement en terre consacrée et son corps repose dans le jardin des pères de Saint-Augustin de Domme. Il a eu comme compagnons d'armes Pons de Beynac, sire de Comarque, et Renaud de Pons. Il a été marié à Marthe de Pons qui a fait son testament en 1384.
Une fenêtre se trouvant sur une des branches de la croix grecque que forme le plan du bâtiment peut être datée du XIIIe siècle.
Sa position élevée lui permettait de surveiller toute la région, de Domme à Gramat, et la route longeant le Céou.
Le château est attaqué pendant la guerre de Cent Ans. Des routiers anglais se sont installés au château au XIVe siècle. De là ils écument la région.
Le château a appartenu aux Solminhac, puis, aux La Roque de Saint-Pompon. Jean II de Cugnac,, d'une branche de la famille de Cugnac originaire de Caussade et établie à Giverzac près de Domme, seigneur de Sermet (Loubejac), s'est marié en 1464 avec Marguerite de La Roque, sœur de Martial de La Roque, seigneur de Saint-Pompon. La famille de La Roque est seigneur de Saint-Pompon et possède les justices de Peyruzel dans la paroisse de Daglan et de Fournels dans la paroisse de Campagnac. Veuve, elle a hérité de son mari, Jean de Cugnac, la seigneurie de Sermet, de la Bastide, de la Thèze, et d'Allas l'Évêque, près de Sarlat. Jean de Cugnac a été un proche du comte de Périgord Alain d'Albret qui lui a donné mission, en 1521, de récupérer après la mort du cardinal d'Albret de la moitié des seigneuries de Larche et de Terrasson qui lui avaient été vendues par René de Bretagne, comte de Penthièvre pour 16 000 livres.
La donation d'Hélie de La Roque à Jean III de Cugnac (né vers 1520), par un acte fait en 1552, le fait seigneur du Peyruzel, de Saint-Pompon, des Fournels à Campagnac-lès-Quercy. La construction du château est terminée au XVIe siècle.
Pendant les guerres de religion, son fils, Marc de Cugnac devient Ligueur. La plupart des catholiques du Haut-Quercy le deviennent après la rencontre entre Henri III et son successeur présomptif, le protestant Henri de Navarre à Plessis-lès-Tours le 30 avril 1589. Geoffroy de Vivans, protestant, capitaine du château de Castelnaud et du roi de Navarre, combat dans la région. Il a pris la bastide de Domme le 25 octobre 1588. Les protestants occupent Saint-Pompon. Les Ligueurs les attaquent alors qu'ils se trouvent dans l'église. Geoffroy de Vivans reprend Saint-Pompon où il fait égorger 35 Ligueurs et brûle le château de Marc de Cugnac sauf le donjon. Le 2 août 1589, Henri III est assassiné par Jacques Clément faisant du roi de Navarre le nouveau roi de France.
En 1595, Marc de Cugnac, probablement à court d'argent à la suite des guerres de religion, vend son fief de Peyruzel à François de Mirandol. Ce besoin d'argent va l'amener à rejoindre la conjuration du duc de Biron et du duc de Bouillon, en 1605. La conjuration ayant été découverte, il doit s'enfuir en Espagne, il est condamné à mort, ses biens saisis, son château de Giverzac détruit, mais il est finalement pardonné par le roi. La famille de Mirandol possédait aussi le château de Péchaud (XVIIe et XVIIIe siècles) à La Chapelle-Péchaud. Elle a conservé les deux châteaux jusqu'à la Révolution.
En 1760, le château de Peyruzel avait la haute justice sur le village de Daglan.
Le monument fait l’objet d’une inscription au titre des monuments historiques depuis le 12 octobre 1948.